# تسريح عسكري

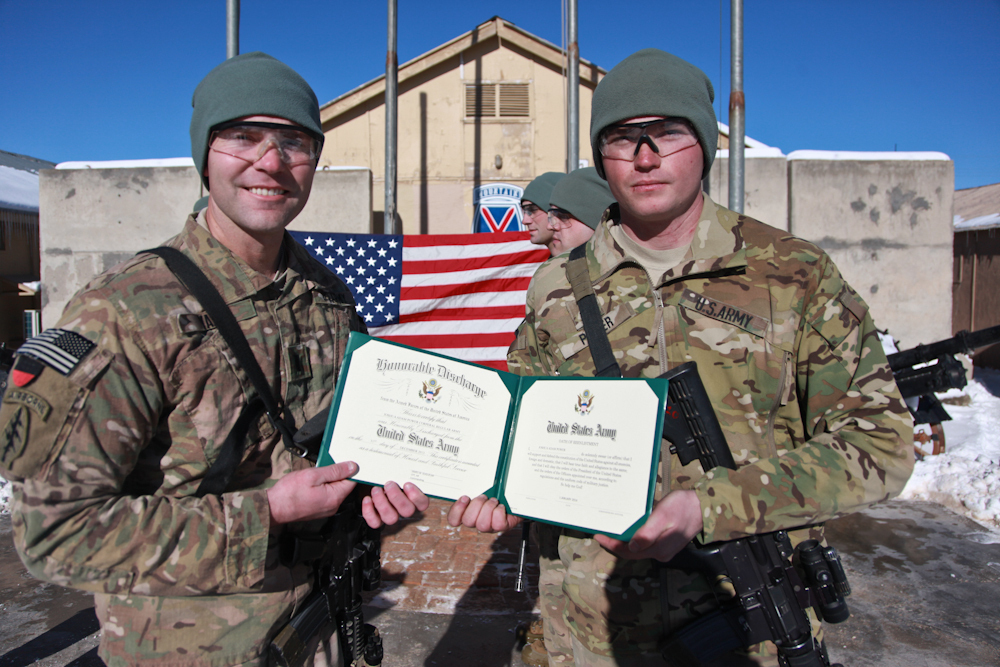
جنديان أمريكيان يحملان شهادات تسريح مشرفة في عام 2014

يعطى التسريح العسكري عندما يسرح أحد أفراد القوات المسلحة من الخدمة. لكل بلد لديه أنواع مختلفة في التسريح العسكري. وترتكز على ما إذا كان الأشخاص قد أكملوا تدريبهم ثم أكملوا مدة خدمتهم بالكامل وبشكل مرض. ترتكز أنواع التسريح الأخرى إلى عوامل اخرى مثل جودة خدمتهم ، سواء كان يجب ان تنتهي خدمتهم قبل الأوان لأسباب إنسانية أو طبية ، وما إذا كان لديهم مشاكل إدمان على المخدرات أو الكحول وسواء كانوا يمتثلون للعلاج و الاستشارة، او اذا كانت لديهم عيوب أو عقوبات للمخالفات أو تمت إدانتهم بأية جرائم. تؤثر هذه العوامل على ما إذا كان سيُطلب او يسمح لهم بإعادة التجنيد اسواء كانوا مؤهلين للاستفادة من مزايا بعد تسريحهم.

## المملكة المتحدة
هناك عدة أسباب وراء امكانية تسريح شخص ما من الخدمة العسكرية ، يشمل بما في ذلك انتهاء مدة التجنيد ، والإعاقة ، والتبعية ، والمشقة.
يتعين على اعضاء القوات المسلحة البريطانية إكمال واجبهم قبل النظر في تسريحهم. الافراد الذين يحاولون المغادرة قبل إكمال مدة خدمتهم ، دون المرور عبر القنوات المناسبة ، إلى إدانة جنائية.
في نهاية الخدمة في القوات النظامية ، من الطبيعى ان يجبر الأفراد على مسؤولية الاحتياط ا. تعتمد طول هذه المسؤولية على الخدمة والرتبة ونوع العمولة أو المشاركة التي دخلوا فيها وما إذا كانت تخضع لقانون قوات الاحتياط 1980  أو 1996 .

### الجيش البريطاني
أنواع التسريح
- المغادرة العادية للخدمة: الأفراد الذين أ) يغادرون عند الانتهاء من الارتباط ؛ ب) أُعطيت لهم إشعار بانهاء الخدمة ؛ ج) أُعطيت لهم إشعار بالتسريح تحت الشطب.
- مغادرة الخدمة المبكرة: الأفراد الذين تم تسريحهم إما أ) إجباريًا من القوة المدربة أو غير المدربة؛ ب) بناءً على طلبهم الخاص من القوة المدربة أو القوة غير المدربة بعد أن أكملوا أقل من 4 سنوات من الخدمة.[4][5]
- التسريح الطبي / التقاعد: يتم إنهاء الخدمة لأسباب طبية. بعد حضور الأفراد للجنة طبية أوصت بإنهاء خدمة الفرد لأسباب طبية.[6]

من ضروري ان تتم مقابلة ضباط الجيش والرتب الأخرى على الاقل من قبل مما يلي:
- مسؤول رعاية الوحدة
- ضابط إدارة المهنة في الفوج
- رقيب أول (RSM)
- ضابط إداري فوج
- ضابط القيادة (CO)
- موظفو معلومات إعادة التوطين

### الخدمة البحرية
الأفراد في البحرية الملكية ومشاة البحرية الملكية الذين يرغبون في ترك الخدمة ليس بسبب التقاعد الاجباري او ايا كان السبب ،، قبل الوصول إلى نهاية تفويضهم / حياتهم المهنية / انخراطهم، يمكنهم التقدم بطلب الإنهاء المبكر ، بتوفير الشروط الموضحة في الفصل 54 من BR 3 - إدارة الأفراد البحريين. داخل الخدمة البحرية ، ينطبق مصطلح "التقاعد" على الضباط الذين يكملون فترة الخدمة المطلوبة من قبل لجانهم. بالنسبة لضباط القوة المدربة ، هنالك توصيات بإنهاء اللجنة يجب ان تراجع من قبل مجلس الأميرالية.
- الإنهاء المبكر: يمكن للضباط التسجيل للمغادرة (الانسحاب الطوعي من التدريب) حتى الإنهاء المبكر للتدريب المهني (PTCT) ، والذي يكون بشكل عام قبل يوم خروجهم من كلية بريتانيا البحرية الملكية ، ويعتمد أيضًا على تخصصهم. التصنيفات والرتب الأخرى لها "حق قانوني في التسريح" بعد ستة أشهر من الخدمة أو بعد بلوغهم 18 عامًا [7]
- الإلغاء: قد يتم "استبعاد الأفراد" إذا وجد أنهم "غير لائقين بشكل دائم للخدمة البحرية الكاملة" من قبل المجلس الطبي للخدمات البحرية (NSMBOS).[8]
- الاستقالة: مصطلح مدني شائع يستخدم للإشارة إلى إنهاء عمولة الفرد ولكن في الخدمة البحرية ، مصطلح "استقالة" له "معنى خاص". على الرغم من الاستخدام الشائع للمصطلح ، لا يحق للضباط قانونًا الاستقالة من لجنتهم. ومع ذلك ، قد يُسمح لهم بالقيام بذلك في ظل ظروف مخففة ، وفقًا لتقدير CO الخاص بهم وبإذن من مجلس الأميرالية . الاستقالة مناسبة عندما يرغب الضابط في قطع الاتصال بالخدمة. الظروف التي تستدعي الاستقالة بدلاً من الأنواع الأخرى من التسريح هي عندما يكون لدى الفرد أفعال أو معتقدات / مواقف تتعارض بشكل أساسي مع مفهوم الخدمة العسكرية. الاعتبار الأساسي لقبول مجلس الأميرالية للاستقالة هو المصلحة الفضلى للخدمة. الضباط الذين يستقيلون من عمولاتهم ليسوا مسؤولين عن الخدمة في الاحتياطيات ولكن قد تتأثر بعض المزايا مثل الأجر المتقاعد ومنحة إعادة التوطين.

تشمل الأنواع الأخرى من التسريح ما يلي:
- الانسحاب الإجباري من التدريب (CWFT): عندما يكون أداء الضابط - سواء كان مهنيًا أو شخصيًا أو قياديًا - أقل من المعيار المطلوب ، حتى بعد تطبيق جميع التحذيرات المناسبة ، يمكن استدعاء هذا النوع من التفريغ. يمكن أيضًا إخضاع الضباط الشباب (YO) (الضباط المتدربون) في الكلية البحرية الملكية البريطانية أو مركز تدريب الكوماندوز لمشاة البحرية الملكية والمرشحين الضباط الذين تمت ترقيتهم من الطابق السفلي والذين فشلوا في إكمال التدريب الأولي إلى CWFT. سيتم تعليق الطيارين الذين يخضعون لتدريب مهني عن مهام الطيران.[9]
- التفريغ الإداري: يجوز إعفاء الضباط الذين يقل أداؤهم أو سلوكهم عن المستوى المطلوب من القائمة النشطة.
  - العجز لأسباب خارجة عن إرادة الضابط
  - عدم الملاءمة لأسباب ضمن سيطرة الضابط: قد يتم تسريح أفراد الخدمة (الضباط والدرجات) على أساس "عدم الملاءمة المزاجية" (TU). يعرّف كتيب RN BR3 TU بأنه "فشل مستمر وواضح من قبل الفرد في التكيف مع المتطلبات الأساسية ، ولكن الفريدة من نوعها لحياة الخدمة".[10]
  - سوء السلوك
- الفصل: الضباط المتهمون بجرائم خاضعة لقانون الانضباط العسكري. في حالات استثنائية ، يمكن "فصل الضباط مخزيًا".[11]
- الإفرازات الرحيمة: هناك عدة أنواع من الإفرازات الرحيمة. يتم منح مثل هذا التفريغ للتقييمات التي تسعى إلى إبراء ذمة بسبب الظروف الشخصية المخففة.[12]

## الولايات المتحدة
التجنيد في الجيش الأمريكي يستلزم عمومًا التزامًا مدته ثماني سنوات ، مع مجموعةمن الخدمة الفعالة و لاحتياطية. الأفراد الذين تطوعوا للانفصال عن الخدمة الفعلية مع أقل من ثماني سنوات عادةً ما يتمون رصيد فترتهم في الفرد الاحتياطي الجاهز (IRR). في الولايات المتحدة ، التسريح أو الانفصال ليس تقاعدًا عسكريًا ؛ الأفراد الذين يخدمون لمدة 20 عامًا أو أكثر متقاعدون ، ويتم تحويلهم إلى المتقاعدين الاحتياطين . يتقاعد أيضًا الأعضاء الذين يعانون من إعاقة خطيرة (يتلقون ما يشار إليه باسم التقاعد الطبي) بدلاً من التسريح.
الأسباب النموذجية للتسريح:
- انتهاء مدة الخدمة (ETS)
- عدم تلبية معايير اللياقة البدنية
- بلوغ الحد الأقصى للعمر
- ارتفاع مدة السنة (الوصول إلى الحد الأقصى المسموح به من الوقت في الصف ، ولم يتم اختياره للترقية)
- الإعاقة أو التبعية أو المشقة
- الحمل / الأبوة
- اضطراب في الشخصية
- الحالة الطبية لا تعتبر إعاقة
- الحالات الجسدية أو العقلية التي تتعارض مع الخدمة العسكرية ، مما يؤدي إلى إدراجك في قوائم التقاعد المؤقتة أو الدائمة
- ملاءمة الحكومة / هيئة السكرتارية ( التكرار الطوعي بسبب تقليص التمويل ، على سبيل المثال)
- عدم الملاءمة للخدمة العسكرية
- سوء السلوك - المخالفات التأديبية البسيطة
- سوء السلوك - تعاطي المخدرات مع أو بدون مجلس مراجعة إداري
- سوء السلوك - ارتكاب جريمة خطيرة
- أداء وسلوك على مستوى الدخول
- استقالة (متاحة للضباط فقط)
- تخفيض القوة (RIF)
- فصل مستوى الدخول (ELS). غير معهود (ليس حسنًا أو سيئًا) إذا تم تسريحه خلال 180 يومًا الأولى من الخدمة ولم يتم العثور على أي سوء سلوك في سجل عضو الخدمة
- التفريغ العقابي - إبراء الذمة (BCD) الصادر إما عن المحكمة العسكرية الخاصة أو المحكمة العسكرية العامة فقط. إبراء ذمة مخالفة صادرة عن محكمة عسكرية عامة فقط

إذا تم تسريحه إداريًا لأي من الأسباب المذكورة أعلاه ، يتلقى عضو الخدمة عادةً تسريحا مشرفًا ، أو تسريحا عامًا (تحت ظروف مشرفة) ، أو غير من تسريح مشرف (OTH) توصيف خدمة التسريح.
لتلقي تسريح مشرف ، على الفرد ان يتحصل على تصنيف من جيد إلى ممتاز في خدمتهم. أعضاء الخدمة الذين يتوفرون أو بتجاوزون المعايير المطلوبة لأداء الواجب والسلوك الشخصي ، والذين يكملون فترات خدمتهم، يتلقون عادةً تسريحا مشرفًا. يتم تسليم التسريح الغير المشرف (DD) لمخالفة يعتبرها الجيش تصرفًا شائنًا. لا يجوز إصدار هذا النوع من الإفراج إلا عن طريق الإدانة في محكمة عسكرية عامة لجرائم خطيرة (على سبيل المثال ، الهجر والاعتداء الجنسي والقتل وما إلى ذلك) التي تتطلب تسريحًا مشينًا كجزء من العقوبة.
أعضاء الجيش الأمريكي الذين يتقاعدون لا يتم فصلهم أو تسريحهم . عند التقاعد ، يتم نقل الضباط و الافراد المجندين إلى المتقاعدين الاحتياطيبن. بالنسبة لموظفي الخدمة الفعلية ، حتى يصلوا إلى 30 عامًا من الخدمة التراكمية فعال و متقاعد احتياطي في نفس الوقت ، فإنهم يخضعون للاستدعاء إلى الخدمة الفعلية بأمر من الرئيس. بالإضافة إلى ذلك ، فإن العضو العسكري الذي يصبح معاقًا بسبب إصابة أو مرض متقاعد طبيًا إذا:
1) تم تحديد العضو على أنه غير مؤهل "... لأداء خدمات مكتب العضو ,درجته, رتبته أو تقييم" ؛
2) الذين تقرر أن تكون إعاقتهم دائمة ومستقرة ؛
3) إما أن يكون مصنفًا بحد أدنى 30٪ معاق ، أو أن العضو لديه 20 عامًا من الخدمة العسكرية. يتم تحويل المتقاعدين الطبيين إلى المتقاعدين الاحتياطين بنفس رواتب ومزايا المتقاعدين الذين تزيد أعمارهم عن 20 عامًا. لا يخضع الموظفون المتقاعدون طبيًا إلى الخدمة الفعلية.